# (28066) 1998 QA11
1998 كيو أي 11 (ويعرف أيضًا باسم (28066) 1998 كيو أي 11 وفق تسمية الكوكب الصغير) (بالإنجليزية: 1998 QA11)‏ هو كويكب ضمن حزام الكويكبات؛ وترتيبه 28066 من حيث الاكتشاف.
اكتُشف هذا الجُرم الفلكي بواسطة بحث لنكولن عن الكويكبات القريبة من الأرض في 17 أغسطس 1998.

## وصلات خارجية
- (28066) 1998 QA11 في قاعدة بيانات مختبر الدفع النفاث لأجرام النظام الشمسي الصغيرة

- الاكتشاف · مخطط المدار ·  العناصر المدارية · المعلمات المادية

- (28066) 1998 QA11 على موقع ويكي سكاي: DSS2, SDSS, GALEX, IRAS, Hydrogen α, X-Ray, Astrophoto, Sky Map, Articles and images